# Physella gyrina
Physella gyrina är en snäckart som först beskrevs av Thomas Say 1821.  Physella gyrina ingår i släktet Physella och familjen blåssnäckor. IUCN kategoriserar arten globalt som livskraftig. Inga underarter finns listade i Catalogue of Life.

## Bildgalleri

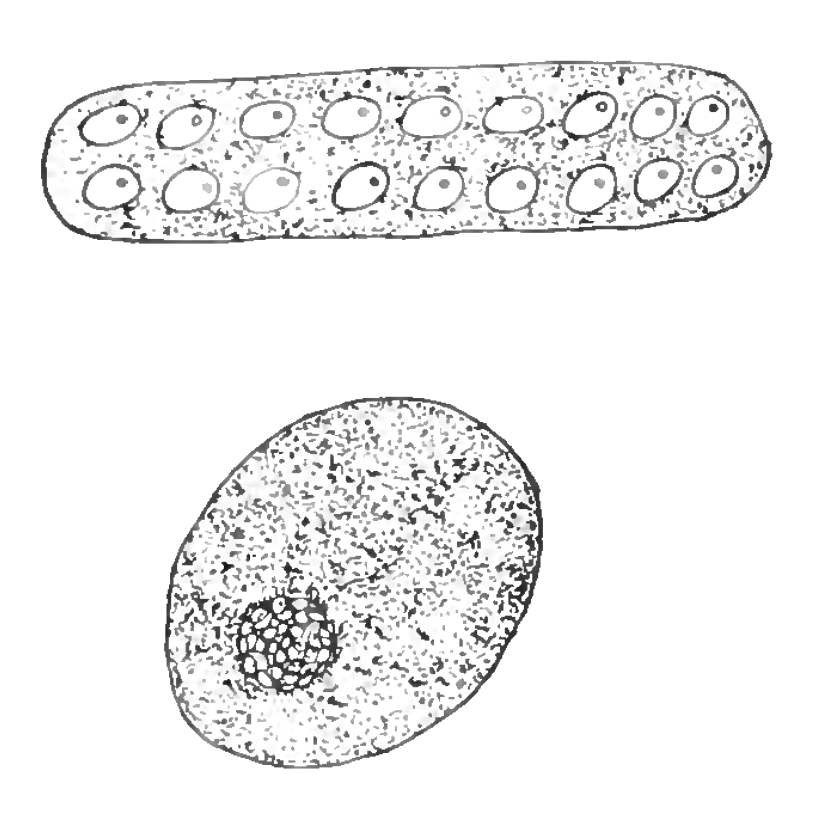